# Guyangan (Loano)
Guyangan is een bestuurslaag in het regentschap Purworejo van de provincie Midden-Java, Indonesië. Guyangan telt 738 inwoners (volkstelling 2010).